# Zulma E. Rúgolo
Zulma E. Rúgolo de Agrasar ( 1940 - ) es una botánica y curadora argentina. Es Investigadora Independiente de CONICET en Instituto de Botánica Darwinion, y profesora en la "Facultad de Agronomía", Universidad Nacional de La Pampa, provincia de La Pampa. Durante su carrera se especializó en la familia Poaceae de América Austral.
Posee un Doctorado en Ciencias Biológicas.[cita requerida]

## Algunas publicaciones
- 1974. Las especies del género Digitaria (Gramineae) de la Argentina. Darwiniana 19 :65-166
- Sulekic, Antenor A.; Rugolo, Zulma E. 2006 Una nueva especie de Gymnopogon (Poaceae, Cynodonteae) para la Argentina. Darwiniana 44 ( 2 ) : 504-507. ISSN 0011-6793

### Libros
- elisa g. Nicora, zulma e. Rúgolo de Agrasar. 1987. Los géneros de gramíneas de América Austral: Argentina, Chile, Uraguay y áreas limítrofes de Bolivia, Paraguay y Brasil. Ed. Hemisferio Sur. 611 pp.
- zulma e. Rúgolo de Agrasar, Molina, ana m. 2002. El género Lachnagrostis (Gramineae: Agrostideae) en América del Sur. En Freire-Fierro, A. & D. A. Neill (eds.). La Botánica en el Nuevo Milenio, Memorias del III Congreso Ecuatoriano de Botánica. Publicaciones de la Fundación Ecuatoriana para la Investigación y el Desarrollo de la Botánica FUNBOTANICA 4. Quito. 260 pp.
- 2004. Gramíneas ornamentales. Volumen 1 de Plantas de la Argentina : silvestres y cultivadas. Ed. Lola. 336 pp. ISBN 9509725587
- -----------, pedro e. Steibel, Héctor o. Troiani. 2005. Manual ilustrado de las gramíneas de la provincia de La Pampa. Ed. UNLaP. 359 pp. ISBN 950863068X
- Molina, ana maría; zulma e. Rúgolo. 2006. Flora Chaqueña Argentina (Formosa, Chaco y Santiago del Estero): Familia Gramíneas. Colecc. Científica Inst. Nac. Tecnol. Agropecuaria. 23: 848 pp. ISBN 9875212210
- stephen a. Renvoize, Andrea s. Vega, zulma e. Rúgolo de Agrasar. 2006. Flora of Ecuador: Subfam. Panicoideae, Volumen 78, Parte 3. Ed. Swedish Research Council Publ. House. 218 pp. ISBN 9185529001
- Vega, a.s.; z.e. Rúgolo de Agrasar. 2007. Taxonomic novelties and synopsis of the genus Digitaria (Poaceae, Panicoideae, Paniceae) in Central America. Darwiniana 45 (1): -119
- 2008. Gramineae VII: Pooideae, agrostideae, Meliceae, Phalarideae, Poëae, Stipeae. Volumen 38 de Flora del Paraguay. Ed. Conservatoire et Jardin botaniques de la Ville de Genève. 98 pp. ISBN 2827705400

## Honores
- La abreviatura «Rúgolo» se emplea para indicar a Zulma E. Rúgolo como autoridad en la descripción y clasificación científica de los vegetales.[4]